# 渡辺千秋

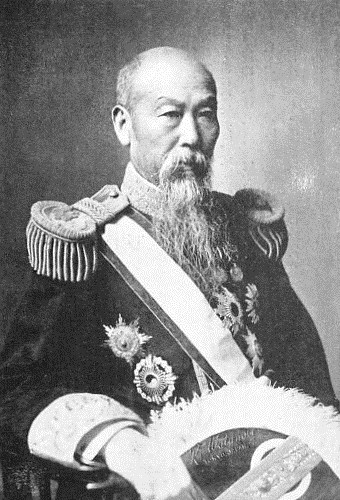
渡辺千秋

渡辺 千秋（わたなべ ちあき、旧字体：渡邊 千秋、1843年6月17日〈天保14年5月20日〉 - 1921年〈大正10年〉8月27日）は、明治・大正期の日本の官僚。位階・勲等・爵位は、正二位勲一等伯爵。

## 人物
信濃国諏訪郡東堀村（現長野県岡谷市）に諏訪高島藩の下級武士・渡辺斧蔵政徳の子として生まれる。楓関と号する。生家は、岡谷市長地柴宮に「旧渡辺家住宅」（県宝指定）として保存されている。
明治維新後、鹿児島県大書記官・北海道庁長官などを歴任する。大久保利通の計らいで宮内省に奉職し、内蔵頭・宮内次官の後、1910年4月には宮内大臣に就任する。1911年4月、朝鮮併合の功により伯爵になるも、渡辺に何の関係があるのかと疑を生じ、井上馨も大いに憤慨する。元老などにも一言の交渉もなく、桂太郎が渡辺と結託して互いに陞爵を上奏したときの密約だと言われた。1914年4月に辞任する。その理由として、宮内省が武庫離宮造営のために西本願寺須磨別邸を買い上げた際に、賄賂の授受があったためとされる。この背後には、渡辺が山縣閥であったことを、時の第1次山本内閣の法相奥田義人が嫌ったことがあるという説もある。ちなみに、後任には山縣有朋との関係の薄い波多野敬直が任じられた。なお、辞任直前の4月9日に昭憲皇太后が崩御したが、公式には4月11日崩御と発表された。発表が丸2日ずらされたのは、内蔵頭当時の収賄で司直の手が及びかけていた渡辺を急遽更迭させるための措置であったという。
蒐書家として知られ、多くの古典籍や古筆切などを蒐集した。

## 略歴
- 1843年　父・諏訪高島藩士渡辺斧蔵、母・ふきの長男として、信濃国諏訪郡東堀村（現岡谷市長地柴宮）に生まれる。幼名は鍋八郎[6]。
- 1858年　高島藩に出仕
- 1869年　伊那県に出仕
- 1875年　筑摩県権参事
- 1876年　東京上等裁判所判事
- 1877年　西南戦争　鹿児島県大書記官
- 1880年　鹿児島県令　西南戦争後の民心の安定と産業の振興に尽力、勧業課に白野夏雲を抜擢。
- 1886年　鹿児島県知事
- 1890年　行政裁判所評定官
- 1891年　滋賀県知事（5月）　北海道庁長官（6月）
- 1892年　内務次官
- 1894年　貴族院議員（1月29日[7]）　京都府知事（11月）
- 1895年　大日本武徳会初代会長。宮内省内蔵頭
- 1900年　男爵
- 1904年　宮内省御料局長兼務　皇室財産整備法制定に尽力
- 1907年　子爵
- 1908年　宮内省内蔵頭兼帝室林野局長官
- 1909年　宮内次官兼内蔵頭兼帝室林野局長官兼枢密顧問官、貴族院議員辞任（6月22日[8]）
- 1910年　宮内大臣
- 1911年　伯爵
- 1912年　明治天皇大喪儀 大喪使副総裁
- 1913年　大正天皇 大礼準備委員長
- 1914年　宮内大臣を辞す。隠居し、家督と爵位を次男の渡辺千春に譲る[9]。
- 1921年　死去（78歳）

## 栄典
位階
- 1876年（明治9年）1月25日 - 正七位[10]
- 1877年（明治10年）5月30日 - 従六位[10]
- 1880年（明治13年）7月1日 - 従五位[10]
- 1886年（明治19年）11月16日 - 正五位[10][11]
- 1889年（明治22年）3月7日 - 従四位[10]
- 1894年（明治27年）2月28日 - 正四位[10][12]
- 1896年（明治29年）1月17日 - 従三位[10][13]
- 1903年（明治36年）9月30日 - 正三位[10][14]
- 1907年（明治40年）12月28日 - 従二位[10][15]

爵位
- 1900年（明治33年）5月9日 - 男爵[10][16]
- 1907年（明治40年）9月23日 - 子爵[10][17]
- 1911年（明治44年）4月21日 - 伯爵[18]

勲章等
| 受章年                     | 略綬 | 勲章名                   | 備考 |
| -------------------------- | ---- | ------------------------ | ---- |
| 1885年（明治18年）4月7日   |      | 勲六等単光旭日章         |      |
| 1889年（明治22年）6月19日  |      | 勲五等瑞宝章             |      |
| 1889年（明治22年）11月25日 |      | 大日本帝国憲法発布記念章 |      |
| 1890年（明治23年）6月30日  |      | 勲四等瑞宝章             |      |
| 1892年（明治25年）6月29日  |      | 勲三等瑞宝章             |      |
| 1895年（明治28年）10月31日 |      | 旭日中綬章               |      |
| 1900年（明治33年）6月30日  |      | 勲二等瑞宝章             |      |
| 1902年（明治35年）6月30日  |      | 勲一等瑞宝章             |      |
| 1904年（明治37年）6月28日  |      | 旭日大綬章               |      |
| 1906年（明治39年）4月1日   |      | 明治三十七八年従軍記章   |      |
| 1912年（大正元年）8月1日   |      | 韓国併合記念章           |      |
| 1915年（大正4年）11月10日  |      | 大礼記念章（大正）       |      |

外国勲章佩用允許
| 受章年                     | 国籍       | 略綬 | 勲章名                     | 備考 |
| -------------------------- | ---------- | ---- | -------------------------- | ---- |
| 1899年（明治32年）4月18日  | ロシア帝国 |      | 神聖スタニスラス第一等勲章 |      |
| 1903年（明治36年）5月7日   | 大清帝国   |      | 頭等第三等双竜宝星         |      |
| 1904年（明治37年）11月29日 | 大韓帝国   |      | 勲一等太極大綬章           |      |
| 1908年（明治41年）6月6日   | 大韓帝国   |      | 李花大綬章                 |      |

## 著作
- 『さしもぐさ』1903年11月。 NCID BA71519708。全国書誌番号:40007785。
- 『千秋歌集』 上下巻、渡辺昭、1923年8月。 NCID BN04683024。全国書誌番号:43041248。

## 家族・親族・系譜
- 弟は大蔵大臣の渡辺国武。
- 長男は渡辺亨（慶応2年 - 1896年（明治29年）11月9日）[29][30]。
- 長女は渡辺雪野（明治2年 - 1874年（明治7年）2月19日）[29]。
- 次男の渡辺千春（1872年（明治5年9月） - 1918年（大正7年）6月）は、1895年に帝大を出て日本銀行に入行、1901年に大山巌の娘・留子と結婚、1914年に家督相続、1918年に死去[9][31]。娘婿に井上清一、新村出長男・秀一、平賀敏三男・毅（富士火災海上保険社長）など[32][33]。
- 三男の渡邊千冬は国武の養子となり、実業家、また司法大臣を務めた。
- 四男の渡辺鹿児麿（1879年（明治12年）3月 - 1926年（大正15年）4月）は1914年に分家[30]。岳父に子爵大関増勤。
- 次女の渡辺千夏は塩川三四郎と結婚。
- 三女は渡辺鶴子（1884年（明治17年）12月 - 1971年（昭和46年））は北海道拓殖銀行頭取・松本脩と結婚[30]。
- 四女は渡辺千菊（1887年（明治20年）12月 - 1964年（昭和39年）3月14日）[29]は男爵中川良長と結婚。のちに離別[30]。
- 孫に渡辺昭（千春の長男。伯爵、ボーイスカウト日本連盟総長、岳父に男爵小畑大太郎）、渡辺武（千冬の長男。子爵、アジア開発銀行総裁、岳父に男爵山川洵）、渡辺慧（武の弟、物理学者）。
- 曾孫に渡辺允（昭の長男。侍従長）、渡辺茂（慶應義塾大学教授、イグノーベル心理学賞受賞）、野依良治（千夏の孫。ノーベル化学賞受賞、理化学研究所理事長、名古屋大学特任教授）がいる。

## 邸宅
- 芝区高輪南町にあった別邸は、和館を木子清敬、洋館を木子幸三郎の設計で1905年に建てられたもので、洋館部分は戦後トヨタ自動車のものとなり、長野県に移築されてトヨタ蓼科記念館として使われた[34][35]。
- 大磯にも1897年頃より山王町後・南浜岳・池田に11,000余坪の土地を所有し、別邸があった[36]。